# Прашки трамвај
Прашка трамвајска мрежа је највећа трамвајска мрежа у Чешкој, која се састоји од 144 км стандардног колосека, 882 трамвајска возила (једна од највећих флота на свету) и 26 дневних линија, 2 историјске линије и 10 ноћних линија са укупном дужином трасе од 518 км.
Прва трамвајска линија у Прагу отворена је 1875., а први електрични трамвај саобраћао је 1891. Планови проширења су смањени од 70-их увођењем метроа, али трамваји и даље служе као кључни транзитни и туристички елемент који опслужује центар града Прага, као и предграђа Прага.
Прашки трамвајски систем (укључујући успињачу) опслужио је 373,4 милиона путника током 2018. Возни парк за мрежу се састоји искључиво од трамваја изграђених локално; углавном класични Татра трамваји и Шкода.